# Teatro Municipal de Iquique
El Teatro Municipal de Iquique es un teatro y monumento nacional ubicado frente a la Plaza Arturo Prat, en la ciudad chilena de Iquique, construido en 1889 e inaugurado el 21 de diciembre del mismo año, durante la época de auge de la industria salitrera.

## Historia
Su origen se debe a las quejas de la famosa actriz francesa Sarah Bernhardt que había llegado a Iquique para actuar en un galpón, lo cual irritó a la artista, que lo calificó como «de mala muerte». Con el objeto de evitar disgustos similares, se decidió construir el teatro.[cita requerida]
El teatro se inauguró el 21 de diciembre de 1889 con la ópera El trovador, de Giuseppe Verdi, interpretada por la Compañía Lírica Italiana de Signore Grandi. El teatro ha vivido momentos de esplendor, con presentaciones de conocidos artistas, tales como Antonio Vico, Della Guardia y La Frégoli,[cita requerida] pero también ha pasado por momentos de abandono.
Fue declarado monumento nacional en 1977, por Decreto Supremo 935.

## Arquitectura
Fue construido en 1889 por los hermanos Soler, a partir de los planos diseñados por los hermanos Bliederhaüser, arquitectos de Valparaíso.
De estilo neoclásico, está íntegramente construido con madera de pino oregón traída especialmente desde Norteamérica en los barcos clíper que transportaban salitre chileno.[cita requerida] La lira ubicada en la parte más alta del frontis fue diseñada por el pintor chileno Sixto Rojas Acosta, responsable también de buena parte del decorado interior.
En 1987 el edificio fue restaurado en su totalidad, por profesionales de la Universidad de Chile.

## Interior
Su interior fue pintado entre 1905 y 1906 por el artista chileno Sixto Rojas Acosta. Su foyer o vestíbulo cuenta con una cúpula en la que figuran retratos de Verdi, Mozart, Beethoven y Shakespeare, además de cuatro querubines que representan la danza, la pintura, la música y el teatro.
En la parte central superior en dirección al escenario se aprecia el escudo de Chile, y a ambos costados, mujeres de estilo grecorromano pintadas con trampantojo para simular un efecto de esculturas tridimensionales, técnica también utilizada en los palcos y en los alrededores de la cúpula central. Esta última fue diseñada y pintada por Sixto Rojas junto a otros pintores extranjeros, siendo ornamentada con figuras mitológicas, originalmente pintadas sobre yeso de cáscara de huevo y empleando crin de caballo.